# Vardaman, Mississippi
Vardaman là một thành phố thuộc quận Calhoun, tiểu bang Mississippi, Hoa Kỳ. Năm 2010, dân số của thành phố này là 1 316 người.

## Dân số
- Dân số năm 2000: 1 065 người.
- Dân số năm 2010: 1 316 người.